# Circuito di Abbazia
Il circuito di Abbazia era un circuito motoristico stradale disegnato all'interno dell'omonima città sita nel golfo del Quarnero e specializzato in gare di motocicletta. Erede del circuito del Carnaro per macchine da corsa, creato quando Abbazia era italiana (nel 1939), era considerato un po' il Gran Premio di Monaco dell'Adriatico visti i pittoreschi scorci che offriva. Dal 1946 il circuito è stato chiamato "Opatija Circuitvi" e vi sono state disputate principalmente gare di motocicletta jugoslave fino al 1977.

## Storia
Il circuito fu inaugurato il 9 luglio 1939 con il primo circuito del Carnaro per macchine da corsa, gara valevole per il Campionato italiano categoria 1500 vinta da Gigi Villoresi su Maserati. Lungo poco meno di 6 km si sviluppava su strade normalmente aperte al traffico veicolare e per buona parte era su una litoranea (proprio su quest'ultima erano situati la linea del traguardo e i box). Presentava 14 curve equamente divise tra sinistra e destra e veniva percorso in senso orario.
Quando Abbazia divenne jugoslava ospitò la prima competizione motociclistica ufficiale al termine della seconda guerra mondiale, il 1º settembre 1946. Dall'anno successivo ospitò gare nazionali jugoslave di motocicletta per assumere un carattere internazionale dal 1950 con la disputa del Nagrada Jadrana (Premio dell'Adriatico) diventato Velika Nagrada Jadrana (Gran Premio dell'Adriatico) dieci anni dopo.
Nel 1969 il gran premio divenne parte del motomondiale e modificò il suo nome in Gran Premio di Jugoslavia dall'edizione del 1972, con una nuova organizzazione dopo un anno di mancata effettuazione della gara.
Utilizzato principalmente per le competizioni motociclistiche, ospitò anche alcune gare automobilistiche per vetture sport tra il 1950 e il 1959, di Formula Junior nel 1960, 1961 e 1963, e anche di Formula 3 tra 1964 e il 1968.
Il circuito è stato sempre considerato piuttosto pericoloso, tanto che già nel 1973 il gran premio venne boicottato da diverse case motociclistiche; nell'edizione successiva si registrò la morte del pilota Billie Nelson.
Quando nel 1977 si registrarono altri due decessi durante la competizione, quelli di Ulrich Graf e di Giovanni Ziggiotto, la situazione divenne insostenibile.
Il circuito venne così in fretta abbandonato e sostituito dal circuito di Grobnico sorto nel territorio del comune di Zaule di Liburnia, nei pressi di Fiume.

## Curiosità
Giacomo Agostini, nel corso di uno "speciale" dedicato a lui trasmesso dalla RAI nel 2014 ha raccontato che, durante una delle sue partecipazioni alle gare su questo circuito, chiese ai tecnici della MV Agusta di approntargli durante la notte una prima marcia cortissima per uscire più velocemente dal lento tornantino prima del tratto in salita. Con questo artificio riuscì così ad avere un vantaggio enorme sugli avversari.